# Burn My Eyes
Burn My Eyes este albumul de studio de debut al formației americane de heavy metal - Machine Head. Albumul a fost lansat în 1994 prin casa de discuri Roadrunner Records, și a fost vândut în peste 400.000 de copii în lumea întreagă, devenind cel mai bine vândut album de debut al Roadrunner Records.

## Lista pieselor
Toate versurile sunt scrise de Robb Flynn, Toate melodiile sunt compuse de Machine Head.
| Nr.             | Titlu                           | Lungime |  |
| 1.              | „Davidian”                      | 4:55    |  |
| 2.              | „Old”                           | 4:05    |  |
| 3.              | „A Thousand Lies”               | 6:13    |  |
| 4.              | „None But My Own”               | 6:14    |  |
| 5.              | „The Rage to Overcome”          | 4:46    |  |
| 6.              | „Death Church”                  | 6:32    |  |
| 7.              | „A Nation on Fire”              | 5:33    |  |
| 8.              | „Blood for Blood”               | 3:40    |  |
| 9.              | „I'm Your God Now”              | 5:50    |  |
| 10.             | „Real Eyes. Realize. Real Lies” | 2:45    |  |
| 11.             | „Block”                         | 4:49    |  |
| Lungime totală: | Lungime totală:                 | 55:32   |  |

| Digipak edition bonus tracks |                                      |         |  |
| Nr.                          | Titlu                                | Lungime |  |
| 12.                          | „Alan's on Fire” (Poison Idea cover) | 4:00    |  |

| Japanese edition bonus tracks |                                      |         |  |
| Nr.                           | Titlu                                | Lungime |  |
| 12.                           | „Alan's on Fire” (Poison Idea cover) | 4:00    |  |
| 13.                           | „Davidian (Live)”                    | 7:26    |  |
| 14.                           | „Hard Times (Live)” (Cro-Mags cover) | 2:27    |  |

### Ediția din turneul australian
| Nr. | Titlu                                         | Lungime |  |
| 1.  | „Death Church”                                | 6:18    |  |
| 2.  | „Old”                                         | 4:23    |  |
| 3.  | „The Rage to Overcome”                        | 5:04    |  |
| 4.  | „A Nation on Fire”                            | 4:46    |  |
| 5.  | „Real Eyes, Realize, Real Lies / Fuck It All” | 6:54    |  |

## Personal
Machine Head
- Robb Flynn  − vocal, chitară solo
- Logan Mader  − chitară solo
- Adam Duce  − chitară bas
- Chris Kontos  − baterie

## Poziții în topuri
| Clasament (1994)      | Poziție |
| --------------------- | ------- |
| Austrian Albums Chart | 29      |
| Dutch Albums Chart    | 45      |
| German Albums Chart   | 35      |
| Swedish Albums Chart  | 38      |
| UK Album Chart        | 25      |